# 質子同步加速器
質子同步加速器（Proton Synchrotron）是歐洲核子研究組織的粒子加速器，能量是28GeV，1959年開始使用。1974年，加爾加梅勒氣泡室使用質子同步加速器發現了中性流。